# Saint-Martin-des-Olmes
Saint-Martin-des-Olmes é uma comuna francesa na região administrativa de Auvérnia-Ródano-Alpes, no departamento Puy-de-Dôme. Estende-se por uma área de 17,75 km². Em 2010 a comuna tinha 294 habitantes (densidade: 16,6 hab./km²).